# Antonio Grimani
Antonio Grimani (ur. 28 grudnia 1434, zm. 7 maja 1523) – doża Wenecji od 6 lipca 1521 do 7 maja 1523, admirał floty weneckiej.